# نظرية التضاريس
نظرية التضاريس هي نظرية المرض التي اقترحها أنطوان بيشامب أن جسمًا مريضًا، سوف يجذب الجراثيم ليأتي كسحاف للأنسجة الضعيفة أو غير المدعومة. يعتقد بيشامب أن الرقم الهيدروجيني للجسم مهم، وأن الرقم الهيدروجيني الحمضي سيجذب الجراثيم وأن الرقم الهيدروجيني القلوي يصدها.
في العلوم الحديثة، كانت نظرية الجراثيم كما طورها لويس باستور هي الإجماع العلمي لسنوات عديدة. تنص نظرية الجراثيم على أن الكائنات الحية الدقيقة والبكتيريا والفيروسات والفطريات هي سبب معظم الأمراض. إنه حجر الزاوية في الطب الحديث وعلاج الأمراض.